# Józef Mikisz
Józef Mikisz (ur. 14 lutego 1926 w Samborze, zm. 22 października 1980 w Legnicy) – oficer aparatu bezpieczeństwa PRL.

## Życiorys
Urodzony w rodzinie chłopskiej, skończył 6 klas szkoły powszechnej w Kołomyi, a po wojnie 4 semestry gimnazjum dla pracujących przy PUBP w Oławie. Podczas okupacji był robotnikiem najemnym, a w 1942 wywieziony na roboty przymusowe do Niemiec.
W 1945 wrócił do Polski, wstąpił do PPR i rozpoczął służbę w organach bezpieczeństwa. 25 września 1945 został wartownikiem plutonu ochrony PUBP w Oławie, od 1 października 1947 był wartownikiem aresztu PUBP. Od grudnia 1948 był członkiem PZPR. W latach 1950–1951 przebywał na kursie operacyjnym przy WUBP we Wrocławiu, po którym został kapralem i młodszym referentem komunikacyjnym PUBP w Oławie (od 16 sierpnia 1951 plutonowy), 1 maja 1952 referentem, a 1 września 1953 starszym referentem Sekcji VIII PUBP w Legnicy, od lipca 1953 w stopniu starszego sierżanta.
Od 1 marca 1956 był referentem Sekcji I Wojewódzkiego Urzędu ds. Bezpieczeństwa Publicznego (WUdsBP) we Wrocławiu, od 1 kwietnia 1956 referentem Sekcji I Wydziału X tego urzędu, od 1 stycznia 1957 oficerem ewidencji operacyjnej Sekcji I Wydziału Ewidencji Operacyjnej Komendy Wojewódzkiej (KW) MO SB we Wrocławiu (od lutego 1957 chorąży, od lutego 1959 podporucznik). W 1963 przebywał na szkoleniu w Oficerskiej Szkole WOP w Kętrzynie, w 1977 został mianowany kapitanem MO.
Pochowany został na Cmentarzu Komunalnym w Legnicy (B3 / A / 20) .

## Odznaczenia
- Krzyż Kawalerski Orderu Odrodzenia Polski (1958)
- Złoty Krzyż Zasługi (1971)
- Srebrny Krzyż Zasługi (1959)
- Medal 30-lecia Polski Ludowej (1974)
- Brązowa Odznaka Za zasługi w ochronie porządku publicznego (1975)
- Złota Odznaka „W Służbie Narodu” (1975)
- Odznaka „20 lat w Służbie Narodu” (1966)
- Odznaka „10 lat w Służbie Narodu” (1955)